# Disomia uniparentale
In genetica si parla di disomia uniparentale quando un individuo riceve due copie di un cromosoma (oppure un cromosoma intero e una parte del secondo cromosoma) da uno dei due genitori e nessuna copia cromosomica dall'altro genitore. La disomia uniparentale è definita eterodisomia quando un paio di cromosomi non identici è ereditato da un singolo genitore a causa di un errore durante la meiosi I, mentre è detta isodisomia quando un singolo cromosoma parentale viene duplicato nell'ambito della meiosi II e dunque ereditato. La disomia uniparentale può alterare il naturale imprinting genomico parentale nei confronti del figlio e ciò può essere causa di diverse malattie genetiche. L'isodisomia, in particolare, aumenta la manifestazione di geni in omozigosi all'interno del corredo genetico del figlio e ciò aumenta le probabilità di espressione fenotipica di caratteri a ereditarietà recessiva, similmente a quanto si osserva con il passare delle generazioni all'interno di popolazioni con un elevato indice di consanguineità.

## Epidemiologia e storia
L'incidenza complessiva dei casi di disomia uniparentale è stimata attorno a un caso ogni 2 000 nati vivi, ma alcuni studi suggeriscono un'incidenza maggiore. La disomia uniparentale fu documentata per la prima volta nel 1988 in una bambina di 7 anni affetta da fibrosi cistica che, all'analisi del genoma, risultò avere entrambe le copie di cromosoma 7 di derivazione materna. Successivamente, tra i 47 possibili tipi diversi di disomia, ne sono stati individuati 29 in tutto il mondo.

## Fisiopatologia
La disomia uniparentale può avvenire casualmente durante la formazione dell'oocita o dello spermatozoo, oppure può avvenire nelle fasi iniziali dello sviluppo dell'embrione. Essa può anche essere il risultato di un fenomeno di trisomic rescue, che avviene quando un oocita fecondato si ritrova con tre cromosomi omologhi durante l'anafase II e perde successivamente uno dei tre, restando con due cromosomi omologhi costituiti dallo stesso genoma.
Se i loci genici dei cromosomi omologhi (non identici, in caso di eterodisomia e identici, nel caso di isodisomia) non vanno incontro a fenomeni di crossing-over, si verifica disomia uniparentale. Esistono inoltre casi di isodisomia dovuti ad una duplicazione cromosomica occorsa a zigote già in fase di sviluppo.
Si definisce materna: quando sono presenti due cromosomi omologhi di origine materna e nessuno di origine paterno; paterna, al contrario, quando sono presenti due cromosomi paterni e nessuno materno.
Si ritiene che derivi da fenomeni di non disgiunzione seguiti da meccanismi di correzione di trisomie o monosomie. In pratica si hanno due gameti di cui uno portatore di un doppio cromosoma, nello zigote, nel tentativo di riparare la trisomia, viene eliminato il cromosoma originato dal gamete con un solo cromosoma, mentre vengono conservati e duplicati i cromosomi presenti nel gamete diploide che derivano dallo stesso genitore.

## Influenza fenotipica
Seppur la maggior parte dei casi di disomia uniparentale non provochi anomalie fenotipiche, per l'individuo portatore della condizione la probabilità di manifestare sindromi a ereditarietà autosomica recessiva, altrimenti rare, è molto più elevato che nella popolazione generale. Viene comunemente sospettato un evento di disomia uniparentale quando in un bambino si manifesta una malattia ad ereditarietà recessiva nel caso in cui uno solo dei genitori sia portatore, in eterozigosi, della forma allelica responsabile della malattia.
Gli squilibri nella modulazione dell'imprinting genomico dovuti alla trasmissione al figlio di una doppia copia cromosomica di uno solo dei due genitori possono comportare ritardo globale dello sviluppo, oligofrenia e altre problematiche cliniche. Le malattie più diffuse associate a questa sregolazione dell'imprinting sono la sindrome di Prader-Willi e la sindrome di Angelman, entrambe causate dalla disomia uniparentale del cromosoma 15; i geni la cui alterazione dell'espressione può comportare queste patologie sono localizzati nel braccio lungo del cromosoma; la sindrome di Beckwith-Wiedemann è spesso il risultato di una disomia uniparentale a carico del cromosoma 11. Anomalie di imprinting genomico relative al cromosoma 14, inoltre, sono responsabili di svariate sindromi caratterizzate da anomalie scheletriche, ritardo mentale, contratture delle articolazioni e altri segni clinici.